# Khổng Minh Dụ
Khổng Minh Dụ (sinh năm 1943) là nhà văn, nhà thơ, Thiếu tướng Công an nhân dân Việt Nam đã nghỉ hưu, nguyên Cục trưởng Cục An ninh Văn hóa - Tư tưởng, Bộ Công an Việt Nam.

## Tiểu sử
Khổng Minh Dụ sinh ngày 21 tháng 1 năm 1943, quê quán tại xã Tản Hồng, huyện Ba Vì, thành phố Hà Nội.

### Phục vụ quân đội (1961-1975)
Năm 1961, 18 tuổi, ông nhập ngũ, tham gia phục vụ Quân đội nhân dân Việt Nam.
Nhờ thông minh, nhanh nhẹn và tận tụy nên sau hai năm ông được làm Trung đội trưởng đơn vị pháo binh đóng quân ở Mộc Châu, Sơn La. Sau đó, ông được cử đi học.
Năm 1965, trong lúc đang học tập thì ông xung phong tái ngũ do tình hình chiến tranh Việt Nam trở nên ác liệt. Ông được cơ quan tình báo quân đội tuyển chọn đào tạo. Sau đó, ông có khoảng 10 năm làm sĩ quan tình báo quân đội hoạt động trong lòng thành phố Sài Gòn Việt Nam. Ông được chính quyền Sài Gòn cấp thẻ căn cước mang tên Đỗ Văn Nga, sinh năm 1936, từng là lính pháo binh quân đội thời Pháp ở Gia Tân, Gia Lộc, tỉnh Hải Dương.
Cấp trên phân công ông công tác tại cụm tình báo chiến lược B48 thuộc Cục nghiên cứu Bộ tổng tham mưu (Cục 2, nay là Tổng cục 2, Bộ Quốc phòng Việt Nam, hoạt động ở Bình Dương và Biên Hòa.
Năm 1967, ông được chuyển về hoạt động ở cụm H67 tỉnh Bến Tre. Trong năm này, ông có tác phẩm truyện ngắn đầu tay mang tên "Pháo bắn xuyên qua làng". Trong thời gian hoạt động tình báo, ông dùng bút danh Thái Dương.
Năm 1972, truyện ngắn "Vùng tử địa" của ông được giải thưởng của tạp chí Văn nghệ Quân giải phóng.
Năm 1974, ông được điều động về Lộc Ninh, thủ phủ của Chính phủ Cách mạng lâm thời Cộng hòa miền Nam Việt Nam.

### Phục vụ an ninh công an (sau 1975)
Tháng 9 năm 1975, ông được lực lượng Công an nhân dân Việt Nam chọn làm việc ở Cục Bảo vệ cơ quan văn hóa.
Ngày 10 tháng 8 năm 1963, ông gia nhập Đảng Cộng sản Việt Nam.
Ông là hội viên Hội Nhà văn Việt Nam.
Năm 1998, truyện ngắn "Ngỡ ngàng ngõ phố" của ông được tặng giải thưởng của Hội nhà văn và Bộ Công an.
Ngày 9 tháng 1 năm 2005, ông cùng với 25 Đại tá khác được thăng quân hàm Thiếu tướng Công an nhân dân Việt Nam. Lúc này ông đang là Cục trưởng A25, Bộ Công an.
Sau đó một thời gian, ông nghỉ hưu.

## Tác phẩm

### Văn xuôi
1. Bí ẩn của ký ức (truyện và ký), Nhà xuất bản Công an nhân dân (2010)[1]
2. Nỗi niềm ai tỏ (ký sự), Nhà xuất bản Công an nhân dân (2014)[1]
3. Những người ở ngôi nhà mật (truyện và ký), Nhà xuất bản Hội Nhà văn (2014)[1]
4. Những khoảng đời bí ẩn (ký sự), Nhà xuất bản Công an nhân dân (2015)[1]
5. Tập truyện ngắn "Miền quê yêu dấu"[2]
6. Tập truyện ngắn "Trong tiếng sóng biển xa"[2]
7. Truyện ngắn "Ngỡ ngàng ngõ phố"[2]
8. Truyện ngắn "Vùng tử địa"[2]

### Thơ
1. Thơ tình một thuở (thơ), Nhà xuất bản Văn học (2010)[1]
2. Nỗi niềm và đồng đội (thơ), Nhà xuất bản Văn học (2014)[1]
3. Tập thơ "Nối dài thương nhớ"[2]
4. Tập thơ "Màu nhớ"[2]
5. Tập thơ "Lặng thầm"[2]
6. Tập thơ "Năm tháng đi qua"[2]

## Giải thưởng
1. Giải thưởng của Tạp chí Văn nghệ Quân giải phóng miền Nam năm 1972 (về truyện ngắn).[1]

1. Giải thưởng "Cây bút vàng" năm 1998 (về truyện ngắn) của Hội Nhà văn Việt Nam và Bộ Công an.[1]

1. Giải thưởng Văn học 10 năm (1995-2005) của Bộ Công an và Hội Nhà văn Việt Nam, tác phẩm Trong tiếng sóng biển xa.[1]

1. Giải thưởng văn học nghệ thuật Nguyễn Đình Chiểu năm 2013.[1]